# Badminton-Jugendeuropameisterschaft 2023
Die Badminton-Jugendeuropameisterschaft 2023 für Sportler der Altersklasse U17 fand vom 4. bis zum 12. August 2023 in Vilnius statt.

## Sieger und Platzierte
| Disziplin    | Gold | Silber | Bronze |
| ------------ | --- | --- | --- |
| Herreneinzel | Salomon Adam Thomasen | Tiago Berenguer | Arthur Chardain |
| Herreneinzel | Salomon Adam Thomasen | Tiago Berenguer | Ivan Tsaregorotsev |
| Dameneinzel  | Anastasiia Alymova | Katharina Nilges | Saffron Morris |
| Dameneinzel  | Anastasiia Alymova | Katharina Nilges | Flora Wang |
| Herrendoppel | Mikolaj Morawski Krzysztof Podkowiński | Timeo Lacour Arsene Serre | Jens Andersson Jesper Østergaard Christensen |
| Herrendoppel | Mikolaj Morawski Krzysztof Podkowiński | Timeo Lacour Arsene Serre | Ewan Goulin Swann Hardi |
| Damendoppel  | Raiia Almalalha Anastasiia Alymova | Caroline Mouritsen Nicoline Tang | Gaelle Fux Anic Metzger |
| Damendoppel  | Raiia Almalalha Anastasiia Alymova | Caroline Mouritsen Nicoline Tang | Adele Fillonneau Eulalie Serre |
| Mixed        | Ewan Goulin Agathe Cuevas | Jesper Østergaard Christensen Caroline Mouritsen | Gokay Gol Nisa Nur Cimen |
| Mixed        | Ewan Goulin Agathe Cuevas | Jesper Østergaard Christensen Caroline Mouritsen | Luca-Stefan Pandele Denisa-Maria Muscalu |
| Teams        | Dänemark (Jens Andersson, Philip Kryger Boe, Mikkel Eilersen Bouet, Alexander Brogaard, Jesper Østergaard Christensen, Frederik Hinding, Saxo Norman, Aske Rømer, Salomon Adam Thomasen, Luna Haarkjær, Sarah Jeppesen, Eline Landsvig, Mathilde Bach Moesgaard, Caroline Mouritsen, Malou Pedersen, Nicoline Tang, Athene Lyduch Thornild, Marie Viscovich) | Türkei (Arda Dogac Atan, Yigitcan Erol, Gokay Gol, Mert Seven, Veysel Tasdemir, Mehmet Can Töremiş, Aysu Arslan, Nisa Nur Cimen, Elifnur Demir, Aleyna Korkut, Zeynep Berre Ocakoglu) | Ukraine (Oleksandr Chyrun, Vladyslav Kunin, Serhii Marushchak, Yegor Romaniuk, Danil Siedov, Fedir Tiurin, Ivan Tsaregorotsev, Raiia Almalalha, Anastasiia Alymova, Oleksandra Botsman, Maria Koriagina, Daria Koshechkina, Yaroslava Vantsarovska)     |
| Teams        | Dänemark (Jens Andersson, Philip Kryger Boe, Mikkel Eilersen Bouet, Alexander Brogaard, Jesper Østergaard Christensen, Frederik Hinding, Saxo Norman, Aske Rømer, Salomon Adam Thomasen, Luna Haarkjær, Sarah Jeppesen, Eline Landsvig, Mathilde Bach Moesgaard, Caroline Mouritsen, Malou Pedersen, Nicoline Tang, Athene Lyduch Thornild, Marie Viscovich) | Türkei (Arda Dogac Atan, Yigitcan Erol, Gokay Gol, Mert Seven, Veysel Tasdemir, Mehmet Can Töremiş, Aysu Arslan, Nisa Nur Cimen, Elifnur Demir, Aleyna Korkut, Zeynep Berre Ocakoglu) | Tschechien (Marek Čepela, Kryštof Coufal, Michael Havlíček, Kryštof Klíma, Lukáš Patzák, Adam Srnec, Vojtěch Strejček, Lukáš Thor, Filip Titěra, Nela Fliglová, Karolína Kalkušová, Amélie Maixnerová, Eliška Mikešová, Erika Osičková, Adéla Turoňová) |